# Yassine Rachik
Yassine Rachik (Aïn Sebaâ, 11 giugno 1993) è un maratoneta e mezzofondista italiano, medaglia di bronzo nella maratona agli Europei di Berlino 2018.
In carriera ha vinto anche una medaglia di bronzo nei 10000 m piani agli Europei under 23 di Tallinn 2015 e 22 titoli italiani giovanili in 7 specialità diverse.

## Biografia
Nato in Marocco nel 1993, vive in Italia, a Castelli Calepio, dal 2004 con i genitori e i fratelli.
I suoi successi in Italia iniziano ai campionati nazionali scolastici ai tempi dei Giochi della Gioventù quando vince 3 titoli (due di corsa campestre ed uno sui 1000 metri) nel biennio 2008-2009; negli stessi anni, arriva nono sui 1000 m agli italiani cadetti (2008) e vince la sua prima medaglia ai campionati italiani giovanili sui 1500 m nel 2009 (quarto con la 4x400 m nella stessa rassegna nazionale). Inoltre gareggia pure agli italiani allievi di corsa campestre giungendo in quarta posizione.
Tripletta di titoli italiani allievi vinti nel 2010, con la vittoria nella corsa campestre, nei 10 km su strada e nei 3000 m.
Quattro medaglie vinte in altrettante gare con due titoli nel 2011 ai campionati italiani juniores: oro sia sui 5000 m che nella mezza maratona, argento sia nella corsa campestre che nei 1500 m.
Nel 2012 vince sei medaglie con 5 cinque titoli sempre ai campionati italiani juniores: oro nella corsa campestre, mezza maratona, 5000 e 1500 m, 10 km su strada; argento nei 1500 m indoor (sesto classificato con la staffetta 4x200 m).
Due titoli e cinque medaglie (la prima a livello assoluto) vinte ai campionati italiani del 2013: oro nei 3000 m indoor promesse (quarto assoluto), oro nella mezza maratona promesse (bronzo assoluto), due medaglie d'argenti agli italiani promesse su 1500 e 5000 m; inoltre ai congiunti campionati italiani assoluti e promesse indoor, è stato settimo nei 1500 m promesse (dodicesimo assoluto) e ad inizio stagione ha disputato gli italiani di corsa campestre ritirandosi durante la gara.
Sei titoli vinti e dieci medaglie complessive nel 2014 ai campionati italiani assoluti e promesse: oro sui 3000 m indoor promesse (bronzo nei 1500 m), oro nella mezza maratona promesse (argento assoluto), oro nella corsa campestre promesse (bronzo assoluto), oro nei 10000 m promesse (argento assoluto), oro sui 5000 m promesse, oro nei 10 km su strada promesse (quinto assoluto); inoltre è giunto al quarto posto nei 3000 m agli assoluti indoor.
Sei medaglie vinte nel 2015 con 4 titoli italiani: doppietta 1500–3000 m ai campionati nazionali promesse indoor, oro nella corsa campestre (quinto assoluto) e sui 5000 m entrambi promesse, medaglia d'argento agli assoluti indoor nei 3000 m ed undicesimo posizione sui 1500 m, bronzo sui 5000 m agli assoluti.
Dal 15 giugno 2015 è cittadino italiano e partecipa con la maglia azzurra prima a luglio agli Europei under 23 di Tallinn (Estonia) conquistando la medaglia di bronzo nei 10000 m (ottava posizione sui 5000 m) e poi a dicembre agli Europei under 23 di corsa campestre ad Hyères in Francia, ritirandosi durante la gara.
Nel 2016 gareggia ai campionati italiani di corsa campestre ritirandosi durante la gara e poi giunge quinto agli assoluti indoor sui 3000 m.
Nel 2018 vince la medaglia di bronzo nella maratona dei campionati europei di Berlino con il tempo di 2h12'09".
Il 28 aprile 2019 realizza il suo nuovo personale alla maratona di Londra giungendo 9º al traguardo in 2h08'05", quarta prestazione italiana di sempre sulla distanza.

## Progressione

### 1500 metri piani
| Stagione | Tempo   | Luogo        | Data      | Rank. Mond. |
| -------- | ------- | ------------ | --------- | ----------- |
| 2016     | 3'40"56 | Paderno      | 10-5-2016 |             |
| 2015     | 3'40"70 | Pavia        | 3-5-2015  |             |
| 2014     | 3'41"12 | Nimega       | 11-6-2014 |             |
| 2013     | 3'42"43 | Celle Ligure | 9-7-2013  |             |
| 2012     | 3'43"15 | Gavardo      | 27-5-2012 |             |
| 2011     | 3'48"66 | Celle Ligure | 5-7-2011  |             |
| 2010     | 3'53"02 | Cernusco     | 8-7-2010  |             |
| 2009     | 3'59"49 | Saronno      | 16-5-2009 |             |

### 3000 metri piani
| Stagione | Tempo   | Luogo      | Data      | Rank. Mond. |
| -------- | ------- | ---------- | --------- | ----------- |
| 2015     | 8'02"91 | Nembro     | 1-7-2015  |             |
| 2012     | 8'05"47 | Nembro     | 10-7-2012 |             |
| 2011     | 8'06"67 | Nembro     | 1-7-2011  |             |
| 2010     | 8'31"38 | Garbagnate | 15-6-2010 |             |
| 2009     | 9'03"74 | Brescia    | 9-9-2009  |             |

### 3000 metri piani indoor
| Stagione | Tempo   | Luogo  | Data      | Rank. Mond. |
| -------- | ------- | ------ | --------- | ----------- |
| 2015/16  | 8'11"43 | Ancona | 6-3-2016  |             |
| 2014/15  | 8'08"81 | Padova | 22-2-2015 |             |
| 2013/14  | 8'12"59 | Ancona | 23-2-2014 |             |
| 2012/13  | 8'10"25 | Ancona | 17-2-2013 |             |

### 5000 metri piani
| Stagione | Tempo    | Luogo          | Data      | Rank. Mond. |
| -------- | -------- | -------------- | --------- | ----------- |
| 2015     | 13'37"89 | Nijmegen       | 27-5-2015 |             |
| 2014     | 14'09"50 | Milano         | 28-9-2014 |             |
| 2013     | 13'37"88 | Rovereto       | 3-9-2013  |             |
| 2012     | 14'09"02 | Ponzano Veneto | 29-6-2012 |             |
| 2011     | 14'02"00 | Ponzano Veneto | 8-7-2011  |             |

### 10 km
| Stagione | Tempo  | Luogo     | Data      | Rank. Mond. |
| -------- | ------ | --------- | --------- | ----------- |
| 2015     | 29'00" | Torino    | 12-4-2015 |             |
| 2014     | 30'12" | Presezzo  | 5-10-2014 |             |
| 2012     | 30'38" | Scicli    | 30-9-2012 |             |
| 2010     | 31'36" | Pordenone | 12-9-2010 |             |

### Mezza maratona
| Stagione | Tempo    | Luogo   | Data       | Rank. Mond. |
| -------- | -------- | ------- | ---------- | ----------- |
| 2015     | 1h03'11" | Milano  | 29-3-2015  |             |
| 2014     | 1h03'18" | Verona  | 16-2-2014  |             |
| 2013     | 1h03'30" | Cremona | 20-10-2013 |             |
| 2012     | 1h06'12" | Crema   | 18-11-2012 |             |
| 2011     | 1h07'34" | Cremona | 16-10-2011 |             |

### Maratona
| Stagione | Tempo    | Luogo   | Data      | Rank. Mond. |
| -------- | -------- | ------- | --------- | ----------- |
| 2019     | 2h08'05" | Londra  | 28-4-2019 |             |
| 2018     | 2h12'09" | Berlino | 12-8-2018 |             |

## Palmarès
| Anno | Manifestazione          | Sede      | Evento         | Risultato | Prestazione | Note                          |
| ---- | ----------------------- | --------- | -------------- | --------- | ----------- | ----------------------------- |
| 2015 | Europei U23             | Tallinn   | 5000 m piani   | 8º        | 14'05"00    | [ 3 ]                         |
| 2015 | Europei U23             | Tallinn   | 10000 m piani  | Bronzo    | 28'53"99    | [ 3 ]                         |
| 2015 | Europei di cross        | Hyères    | Corsa U23      | dnf       | dnf         | [ 3 ]                         |
| 2018 | Giochi del Mediterraneo | Tarragona | Mezza maratona | 6º        | 1h05'01"    |                               |
| 2018 | Europei                 | Berlino   | Maratona       | Bronzo    | 2h12'09"    | Miglior prestazione personale |
| 2018 | Europei                 | Berlino   | A squadre      | Oro       | 6h40'48"    |                               |
| 2019 | Mondiali                | Doha      | Maratona       | 12º       | 2h12'41"    |                               |
| 2021 | Giochi olimpici         | Tokyo     | Maratona       | dnf       | dnf         |                               |

## Campionati nazionali
- 2 volte campione nazionale promesse dei 5000 m piani (2014, 2015)
- 1 volta campione nazionale promesse dei 10000 m piani (2014)
- 1 volta campione nazionale promesse dei 10 km (2014)
- 2 volte campione nazionale promesse di corsa campestre (2014, 2015)
- 2 volte campione nazionale promesse di mezza maratona (2013, 2014)
- 1 volta campione nazionale promesse indoor dei 1500 m piani (2015)
- 3 volte campione nazionale promesse indoor dei 3000 m piani (2013, 2014, 2015)
- 1 volta campione nazionale juniores dei 1500 m piani (2012)
- 2 volte campione nazionale juniores dei 5000 m piani (2011, 2012)
- 1 volta campione nazionale juniores dei 10 km (2012)
- 1 volta campione nazionale juniores di corsa campestre (2012)
- 2 volte campione nazionale juniores di mezza maratona (2011, 2012)
- 1 volta campione nazionale allievi dei 3000 m piani (2010)
- 1 volta campione nazionale allievi dei 10 km (2010)
- 1 volta campione nazionale allievi di corsa campestre (2010)

2008
- 9º ai campionati italiani cadetti e cadette (Roma), 1000 m piani - 2'44"16[4]

2009
- 4º ai campionati italiani di corsa campestre (Porto Potenza Picena), 5 km - 16'00" (allievi)[5]
- Bronzo ai campionati italiani allievi e allieve (Grosseto), 1500 m piani - 4'10"93[6]
- 4º ai campionati italiani allievi e allieve (Grosseto), 4×400 m - 3'28"92[7]

2010
- Oro ai campionati italiani di corsa campestre (Formello), 5 km - 16'36" (allievi)[8]
- Oro ai campionati italiani 10 km di corsa su strada (Pordenone), 10 km su strada - 31'36" (allievi)[9]
- Oro ai campionati italiani allievi e allieve (Rieti), 3000 m piani - 8'37"40[10]

2011
- Argento ai campionati italiani di corsa campestre (Varese), 7,8 km - 25'22" (juniores)[11]
- Argento ai campionati italiani juniores e promesse (Bressanone), 1500 m piani - 3'52"88[12]
- Oro ai campionati italiani juniores e promesse (Bressanone), 5000 m piani - 14'49"56[13]
- Oro ai campionati italiani di mezza maratona (Cremona), mezza maratona - 1h07'34" (juniores)[14]

2012
- Oro ai campionati italiani di corsa campestre (Borgo Valsugana), 8 km - 25'28" (juniores)[15]
- Argento ai campionati italiani juniores e allievi indoor (Ancona), 1500 m piani - 3'59"34[16]
- 6º ai campionati italiani juniores e allievi indoor (Ancona), 4×200 m - 1'34"69[17]
- Oro ai campionati italiani di mezza maratona (Roma), mezza maratona - 1h06'31" (juniores)[18]
- Oro ai campionati italiani juniores e promesse (Misano Adriatico), 5000 m piani - 14'35"56[19]
- Oro ai campionati italiani juniores e promesse (Misano Adriatico), 1500 m piani - 3'46"95[20]
- Oro ai campionati italiani 10 km di corsa su strada (Scicli), 10 km - 30'38" (juniores)[21]

2013
- In finale ai campionati italiani di corsa campestre (Abbadia di Fiastra), 10 km - dnf[22]
- 12º ai campionati italiani assoluti e promesse indoor (Ancona), 1500 m piani - 3'56"60 (assoluti)[23]
- 7º ai campionati italiani assoluti e promesse indoor (Ancona), 1500 m piani - 3'56"60 (promesse)[23]
- 4º ai campionati italiani assoluti e promesse indoor (Ancona), 3000 m piani - 8'10"25 (assoluti)[24]
- Oro ai campionati italiani assoluti e promesse indoor (Ancona), 3000 m piani - 8'10"25 (promesse)[25]
- Argento ai campionati italiani juniores e promesse (Rieti), 1500 m piani - 3'48"91[26]
- Argento ai campionati italiani juniores e promesse (Rieti), 5000 m piani - 14'42"25[27]
- Bronzo ai campionati italiani di mezza maratona (Cremona), mezza maratona - 1h03'30" (assoluti)[28]
- Oro ai campionati italiani di mezza maratona (Cremona), mezza maratona - 1h03'30" (promesse)[29]

2014
- Bronzo ai campionati italiani juniores e promesse indoor (Ancona), 1500 m piani - 3'50"99[30]
- Oro ai campionati italiani juniores e promesse indoor (Ancona), 3000 m piani - 8'13"09[31]
- Argento ai campionati italiani di mezza maratona (Verona), mezza maratona - 1h03'18" (assoluti)[32]
- Oro ai campionati italiani di mezza maratona (Verona), mezza maratona - 1h03'18" (promesse)[32]
- 4º ai campionati italiani assoluti indoor (Ancona), 3000 m piani - 8'12"59[33]
- Bronzo ai campionati italiani di corsa campestre (Nove-Marostica), 10 km - 30'40" (assoluti)[34]
- Oro ai campionati italiani di corsa campestre (Nove-Marostica), 10 km - 30'40" (promesse)[35]
- Argento ai campionati italiani 10000 m (Ferrara), 10000 m piani - 28'50"45 (assoluti)[36]
- Oro ai campionati italiani 10000 m (Ferrara), 10000 m piani - 28'50"45 (promesse)[37]
- Oro ai campionati italiani juniores e promesse (Torino), 5000 m piani - 14'17"47[38]
- 5º ai campionati italiani 10 km di corsa su strada (Isernia), 10 km - 30'43" (assoluti)[39]
- Oro ai campionati italiani 10 km di corsa su strada (Isernia), 10 km - 30'43" (promesse)[40]

2015
- Oro ai campionati italiani juniores e promesse indoor (Ancona), 1500 m piani - 3'47"44[41]
- Oro ai campionati italiani juniores e promesse indoor (Ancona), 3000 m piani - 8'14"33[42]
- Argento ai campionati italiani assoluti indoor (Padova), 3000 m piani - 8'08"81[43]
- 11º ai campionati italiani assoluti indoor (Padova), 1500 m piani - 4'02"98[44]
- 5º ai campionati italiani di corsa campestre (Fiuggi), 10 km - 31'04" (assoluti)[45]
- Oro ai campionati italiani di corsa campestre (Fiuggi), 10 km - 31'04" (promesse)[46]
- Oro ai campionati italiani juniores e promesse (Rieti), 5000 m piani - 14'05"53[47]
- Bronzo ai campionati italiani assoluti (Torino), 5000 m piani - 14'03"60[48]

2016
- In finale ai campionati italiani di corsa campestre (Gubbio), 10 km - dnf[49]
- Oro ai campionati italiani assoluti, 5000 m piani - 14'11"24
- 5º ai campionati italiani assoluti indoor (Ancona), 3000 m piani - 8'11"43[50]

2017
- Argento ai campionati italiani di corsa su strada, 10 km - 28'45"

## Altre competizioni internazionali
2009
- 4º nella Coppa dei Campioni juniores per club ( Tuzla), 800 m piani - 2'00"41[51]

2011
- 37º alla Mezza maratona di Cremona ( Cremona) - 1h07'34"
- Bronzo alla Brescia Ten ( Brescia) - 30'52"

2012
- 35º alla Roma-Ostia ( Roma) - 1h06'31"
- Oro alla Mezza maratona di Crema ( Crema) - 1h06'12"
- 9º alla BOclassic ( Bolzano) - 30'24"
- 9º al Memorial Peppe Greco ( Scicli) - 30'38"
- Argento al Trofeo Montestella ( Milano) - 30'59"
- Argento al Memorial Giovanni Volere ( Oltrona San Mamete) - 23'30"

2013
- 9º alla Mezza maratona di Cremona ( Cremona) - 1h03'30"
- 8º alla Asics Run ( Cuneo) - 29'09"
- 7º alla Royal 10 ( L'Aia) - 29'34"
- Oro al Trofeo Alberto Zanni ( Vertova)[52]

2014
- 5º alla Stramilano ( Milano) - 1h04'32"
- Bronzo alla Verona Giulietta&Romeo Half Marathon ( Verona) - 1h03'18"
- 12º alla BOclassic ( Bolzano) - 30'35"

2015
- Bronzo alla Stramilano ( Milano) - 1h03'11"
- 8º al Giro Media Blenio ( Dongio) - 29'46"
- Bronzo al Giro podistico internazionale di Castelbuono ( Castelbuono) - 31'19"
- 10º alla We Run Rome ( Roma) - 29'54"

2016
- 7º alla Stramilano ( Milano) - 1h03'56"
- 5º alla Breda Singelloop ( Breda) - 1h02'57"
- 6º alla Parelloop ( Brunssum) - 29'20"
- Oro alla CorrInCentro ( Clusone), 6 km - 16'59"

2017
- 6º alla Milano Marathon ( Milano) - 2h13'22"
- Oro alla Mezza maratona di Agropoli ( Agropoli) - 1h02'13"
- Oro alla 10 miglia di Anversa ( Anversa) - 47'18"
- 7º al Giro Media Blenio ( Dongio) - 29'51"
- Oro alla CorrInCentro ( Clusone), 6 km - 17'18"

2018
- Oro in Coppa Europa di maratona ( Berlino), maratona - 6h40'48"
- 6º alla Milano Marathon ( Milano) - 2h14'01"
- 7º alla Mezza maratona di Glasgow ( Glasgow) - 1h06'01"
- 15º alla Zevenheuvelenloop ( Nimega), 15 km - 45'06"
- 17º alla BOclassic ( Bolzano) - 30'40"
- 9º alla Cinque Mulini ( San Vittore Olona) - 35'29"

2019
- 9º alla Maratona di Londra ( Londra) - 2h08'05"
- Oro alla Mattoni Half Marathon ( Karlovy Vary) - 1h02'59"
- Oro alla Mattoni Ceské Budejovice Half Marathon ( České Budějovice) - 1h03'02"
- Oro alla Mattoni Olomouc Half Marathon ( Olomouc) - 1h04'26"
- 4º alla Mezza maratona di Napoli ( Napoli) - 1h02'29"